# Lospalos-Fall

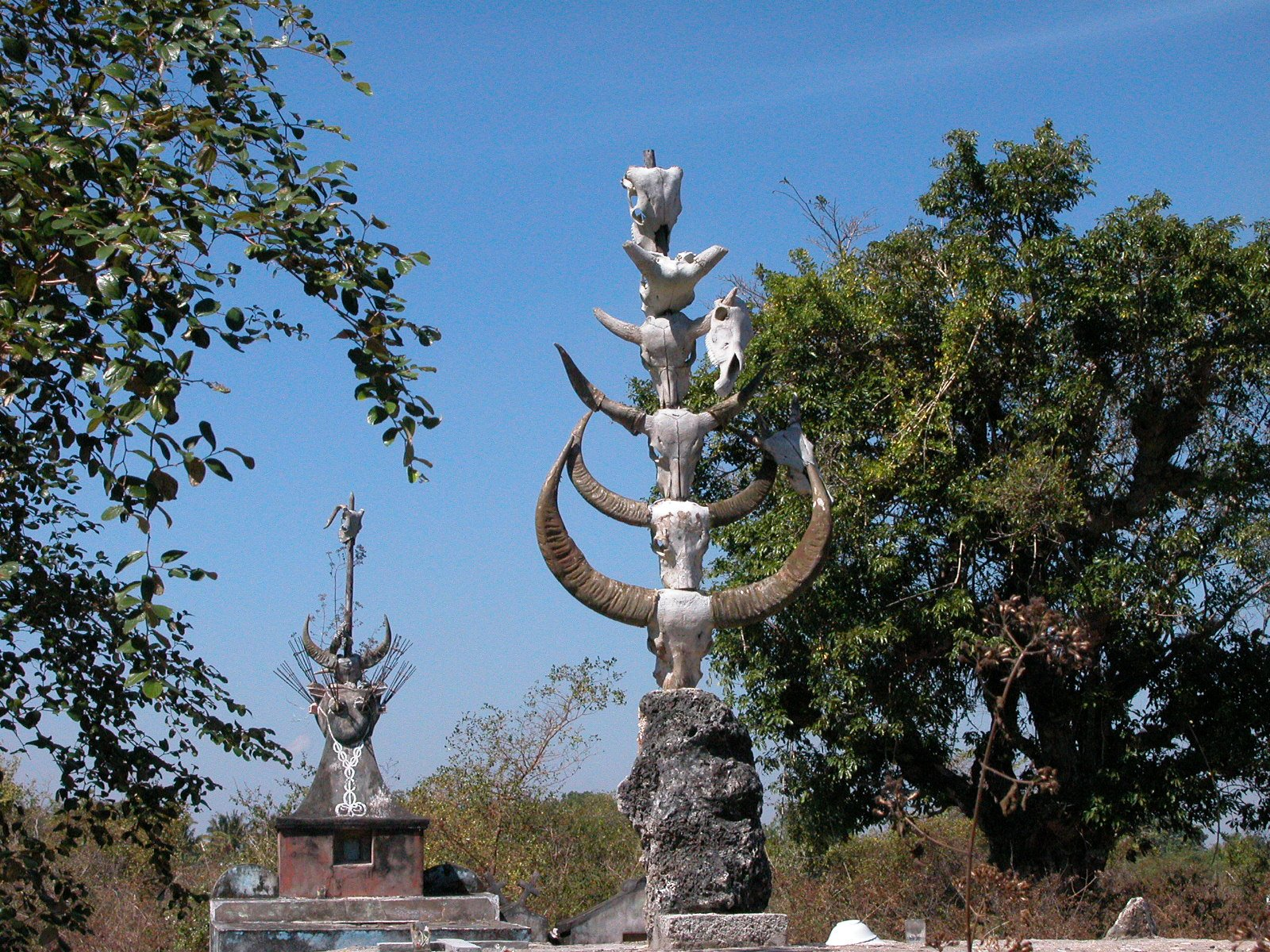
Mahnmal für die durch die indonesische Armee am 9. September 1999 ermordeten Einwohner von Lospalos

Unter dem Lospalos-Fall (englisch Lospalos Case) versteht man eine Reihe von Verbrechen während der Krise in Osttimor 1999, die von der pro-indonesischen Miliz Team Alfa und dem indonesischen Infanteriebataillon 745 zwischen dem 21. April und 25. September 1999 im osttimoresischen Distrikt Lautém im Umfeld des Unabhängigkeitsreferendums in Osttimor 1999 an der Zivilbevölkerung verübt und in einer gemeinsamen Gerichtsverhandlung 2001 behandelt wurden. Benannt ist der Fall nach Lospalos, der Hauptstadt des damaligen Distrikts.

## Vorfälle

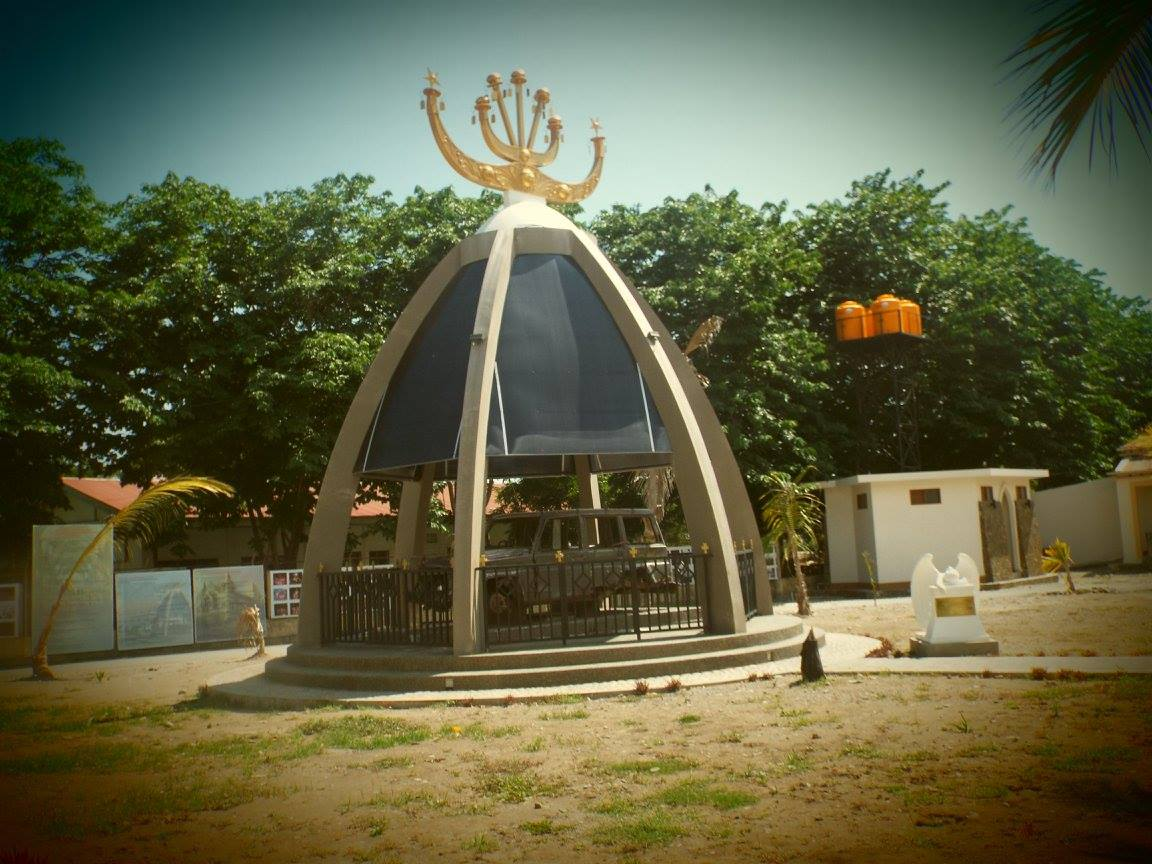
Das Auto der Ermordeten vom Fluss Malailada in der Gedenkstätte bei der Igreja da Imaculada Conceição Viqueque

Am 25. September 1999 ermordeten Mitglieder von Team Alfa unter Führung von Joni Marques am Fluss Malailada bei der nördlichen Küstenstraße vom Ort Lautém nach Baucau neun Personen: die Nonnen Erminia Cazzaniga und Maria Celeste de Carvalho Pinto, den Priester Jacinto Francisco Xavier, die zwei Seminaristen Titi Sandora Cornelio Lopes und Valerio Pereira de Conceição, die Krankenschwester Dora, den Kirchenangestellten Fernando dos Santos, den jugendlichen Messdiener Cristovão Rudy Freitas Barato und den indonesischen Journalisten Agus Muliawan.
Den indonesischen Soldaten werden 13 dokumentierte Morde zugeschrieben. So in den Tagen vom 8. bis 10. September ermordeten die Soldaten des Bataillons Antonio da Costa, Ambrosio Bernadino Alves, Julio de Jesus, Florencio Monteiro und Florentino Monteiro. Aleixo Oliveira wurde beim Stützpunkt von einem Soldaten am 11. September getötet. In Fuiloro wurden Martinho Branco, Marcelio Jeronimo, Julião de Azis und Helder de Azis gefangen genommen und wahrscheinlich um den 13. September umgebracht. Das Infanteriebataillon 745 begann am 17. September mit dem Abzug aus Lospalos in Richtung des indonesischen Teils Westtimors, wobei es auf dem Weg dorthin zu weiteren Morden kam.

## Aufarbeitung

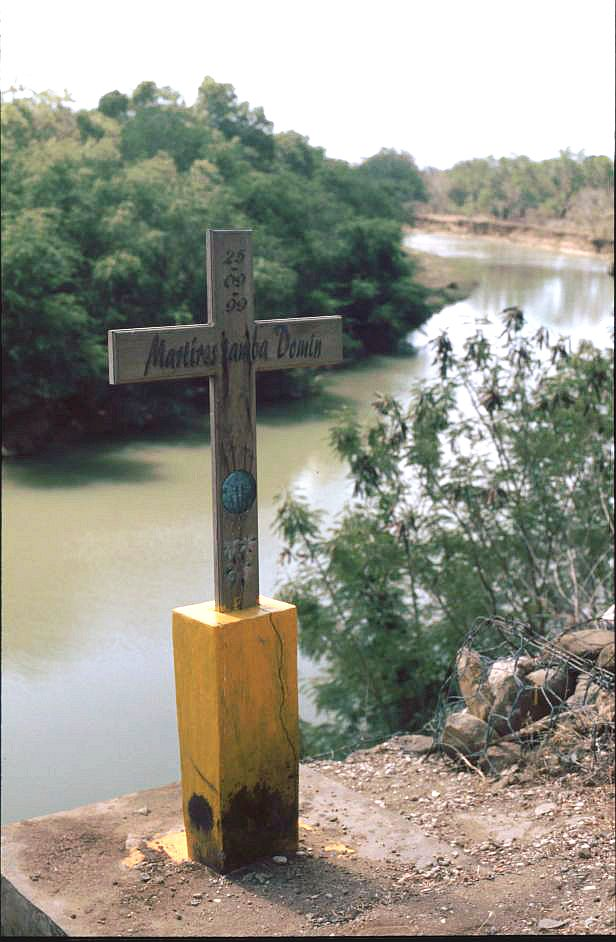
Gedenkkreuz für die Opfer am Fluss Malailada

Das internationale Special Panels for Serious Crimes (SPSC) in Dili verurteilte am 11. Dezember 2001 zehn Mitglieder und Unterstützer von Team Alfa wegen Verbrechen gegen die Menschlichkeit, inklusive Mord, Folter, Deportation und Vertreibung von Zivilpersonen in Lospalos. Das Sondergericht befand, dass es 1999, auf Anweisung der indonesischen Armee, eine weit verbreitete und systematische Gewaltkampagne gegen die Zivilbevölkerung gegeben hat, die Operation Donner. Behauptungen der Angeklagten, dass es ihnen nicht bewusst war, dass ihre Taten Teil der Kampagne waren, wurde widersprochen. Richter waren der Vorsitzende Marcelo Dolany da Costa (Brasilien), Sylver Ntukamazina (Burundi) und Maria Natercia Gusmão Pereira (Osttimor). Das Gericht hörte während des Verfahrens vom 3. Juli bis zum 11. Dezember 30 Zeugen.
Alle Verdächtigen, die für den Hinterhalt und den Mord an der Gruppe von Klerikern am 25. September 1999 angeklagt waren, wurden für schuldig befunden. Sie erhielten dafür zwischen 17 und 19 Jahren Gefängnis. Die fünf Angeklagten im Falle des Todes eines Unabhängigkeitsbefürworters wurden alle der Folter schuldig gesprochen, zwei für den Mord. Auch vier weitere Fälle wurden in der Verhandlung behandelt.
Joni Marques, ein Kommandant von Team Alfa Miliz, gestand während des Verfahrens mehrere Straftaten. Trotzdem erhielt er die höchste Einzelstrafe. Zwar erlaubt das osttimoresische Recht nur eine maximale Strafe von 25 Jahren Gefängnis, hier wurde aber die Strafe nach indonesischem Recht für mehrfache Vergehen berechnet.
Die Einzelstrafen lauten wie folgt:
- Joni Marques: 33 Jahre, 4 Monate
- Manuel da Costa: 19 Jahre
- João da Costa: 33 Jahre, 4 Monate
- Paulo da Costa: 33 Jahre, 4 Monate
- Amelio da Costa: 18 Jahre
- Alarico Fernandes: 4 Jahre
- Gonsalo dos Santos: 23 Jahre
- Hilario da Silva: 17 Jahre
- Gilberto Fernandes: 5 Jahre
- Mautersa Monis: 4 Jahre

Der indonesische Leutnant Syaful Anwar, stellvertretende Kommandeur der indonesischen Spezialeinheiten (Kopassus) in Lautém, wurde zwar von der Serious Crimes Unit (SCU)  angeklagt und ein Haftbefehl an die indonesische Generalstaatsanwaltschaft zugestellt. Eine Auslieferung erfolgte aber nicht. Major Jacob Djoko Sarosa und Leutnant Camilo dos Santos wurden am 6. November 2002 von der SCU vor dem SPSC wegen Verbrechen gegen die Menschlichkeit angeklagt. Gegen beide konnte nur in Abwesenheit verhandelt werden, da sie sich auf freiem Fuß in Indonesien befanden und das Land die Zusammenarbeit mit der Anklagebehörde verweigerte.
Die Haftstrafen von Joni Marques, João und Paulo da Costa wurden 2004 von Osttimors Staatspräsident Xanana Gusmão um neun Jahre gekürzt und 2008 von dessen Nachfolger José Ramos-Horta zum sechsten Unabhängigkeitstag auf die Hälfte gekürzt.

## Belege

### Hauptbelege
- „Chega!“-Report der CAVR (englisch)